# Landkreis Rügen
Landkreis Rügen var ett distrikt (Landkreis) i det tyska förbundslandet Mecklenburg-Vorpommern.
Distriktets territorium utgjordes av ön Rügen, öarna Hiddensee och Ummanz samt flera mindre öar i samma region. Distriktets huvudort var Bergen auf Rügen.